# Гавра (Грчка)
Гавра (грч. Γάβρα) је насељено место у општини Кукуш у периферији Средишња Македонија, Грчка. Према попису из 2021. године био је 51 становник.
Према бугарском географу и историчару, Василу Канчову, у Гаври је 1900. године живело 150 Турака. Године 1924. турско становништво је принудно исељено у Турску а на њихово место су насељене грчке избегличке породице. На попису из 1928. године Гавра је имао 110 становника. Село се раније звало Исмаили.